# Riksväg 22, Finland

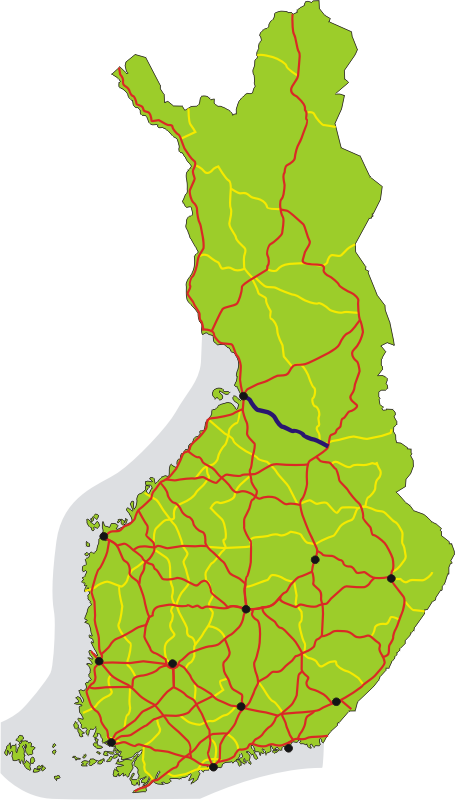
Riksväg 22 markerad med mörkblått på kartan

Riksväg 22 är en av Finlands huvudvägar. Den går från Kajana till Uleåborg.

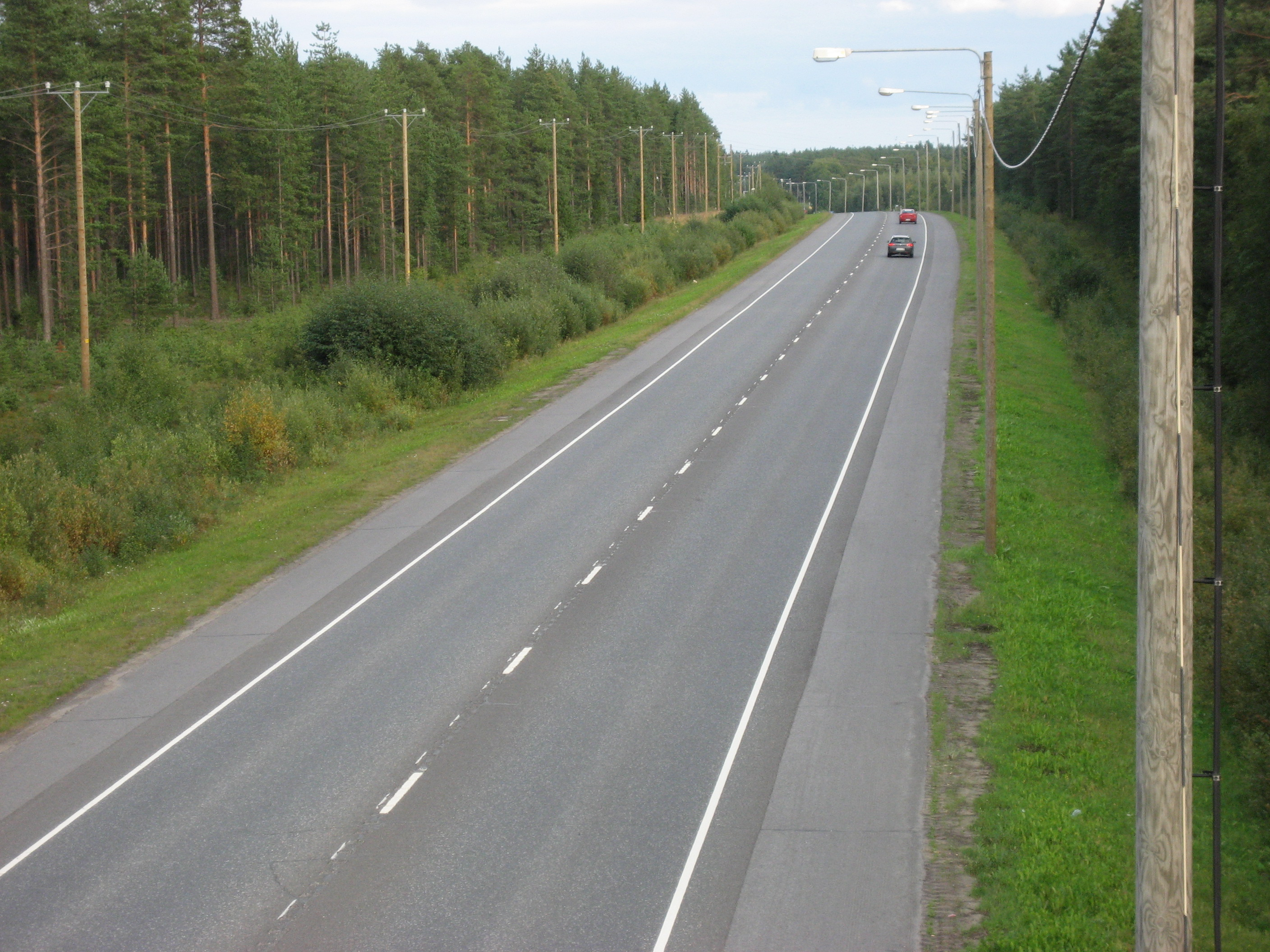
Väg 22.

- Wikimedia Commons har media som rör Riksväg 22, Finland.